# ФК Дреница
Фудбалски клуб Дреница (алб. Klubi Futbollistik Drenica), познат као Дреница, професионални је фудбалски клуб из Србице. Игра у Суперлиги Републике Косово.

## Играчи

### Тренутни тим
Ажурирано 1. фебруара 2022. 
| Бр. |        | Позиција | Играч                                   |
| --- | ------ | -------- | --------------------------------------- |
| 1   | Србија | Г        | Фљорјан Смакићи                         |
| 4   | Србија | С        | Аљбин Капра (на позајмици из Балканија) |
| 5   | Србија | С        | Гранит Јашари                           |
| 6   | Србија | С        | Арбиос Тачи (капитен)                   |
| 7   | Србија | С        | Хисен Тахири                            |
| 8   | Србија | С        | Бесфорт Дервишај                        |
| 9   | Србија | С        | Егзон Фазлију                           |
| 10  | Србија | Н        | Осман Мезију                            |
| 11  | Србија | С        | Генц Хамити                             |
| 12  | Србија | С        | Малесор Рецај                           |
| 14  | Србија | Н        | Ерјон Морина                            |
| 15  | Србија | С        | Арменд Абази                            |
| 16  | Србија | О        | Азем Бејта                              |
| 17  | Србија | О        | Шкељзен Луштаку (заменик капитена)      |
| 18  | Србија | С        | Фатљум Гаши                             |

| Бр. |          | Позиција | Играч                                  |
| --- | -------- | -------- | -------------------------------------- |
| 20  | Србија   | С        | Аљбан Шабани                           |
| 21  | Србија   | О        | Дриљон Бектеши                         |
| 22  | Србија   | С        | Блеон Секираћа                         |
| 23  | Србија   | С        | Ермаљ Велићи                           |
| 24  | Србија   | Н        | Кастриот Реџа                          |
| 25  | Србија   | О        | Ердин Души                             |
| 27  | Србија   | О        | Ендрит Шаља                            |
| 28  | Србија   | С        | Крешник Ука (на позајмици из Приштине) |
| 61  | Албанија | Г        | Арлис Шаља                             |
| 77  | Србија   | С        | Батон Заберђа                          |
| 90  | Србија   | С        | Крешник Љуштаку                        |
| 99  | Норвешка | Н        | Самјуел Нарх                           |
|     | Албанија | С        | Берат Ахмети                           |
|     | Србија   | С        | Гентрис Леци                           |